# Русановская (платформа)
Не путать со станцией Русаново и остановочным пунктом Киевская Русановка.
Русановская — остановочный пункт / пассажирская платформа на участке Мга — Волховстрой I Санкт-Петербургского региона Октябрьской железной дороги. Расположен в Кировском районе Ленинградской области на линии Санкт-Петербург — Волховстрой.
Остановочный пункт расположен на перегоне Мга — Назия. Состоит из двух прямых боковых высоких пассажирских посадочных платформ, расположенных друг напротив друга. Платформы укороченные, рассчитаны на приём двух вагонов электропоезда.
К югу от остановочного пункта расположен крупный садоводческий массив, состоящий из нескольких садоводческих некоммерческих объединений.
В 1965 году была произведена электрификация постоянным токомнапряжением 3 кВ перегона, на котором находится остановочный пункт, в составе участка Мга — Волховстрой II.

## Пригородное сообщение
Согласно расписанию сезона 2023 года, на платформе имеют остановку шесть пригородных электропоезда маршрута Санкт-Петербург (Московский вокзал) — Волховстрой-I и три пригородных электропоезда маршрута Санкт-Петербург (Ладожский вокзал) — Волховстрой-I и такое же количество электропоезд в обратном направлении ежедневно (за исключением одного электропоезда отравлением в 7:14, который следует от станции Войбакало до Санкт-Петербурга (Ладожский вокзал), который следует по всем дням недели кроме воскресенья. Существует ещё два электропоезда, которые следуют до станции Обухово из Волховстроя-I, один по рабочим дням в утренние часы (в выходные дни этот поезд следует до Санкт-Петербурга — Ладожский вокзал) и второй ежедневно в вечернии часы. Также дополнительно в направлении на Волховстрой-I по выходным дням в летний период назначаются два электропоезда до станции Пупышево, по одному от Московского и Ладожской вокзалов). К тому же в независимости от сезона, по выходным дням назначается пригородный электропоезд Санкт-Петербург (Московский вокзал) — Тихвин. В обратном направлении данный электропоезд следует до станции Обухово.

## Достопримечательности
Во время Великой Отечественной войны в районе Русановской шли ожесточённые бои. В окрестностях остановочного пункта находятся множественные захоронения погибших советских воинов и памятные знаки, установленные после войны на местах былых сражений. Ближайшими к платформе являются дивизионное кладбище 11 стрелковой дивизии и памятник с указателем на месте прохождения рубежа обороны советских войск в 1941 году.